# Chasselay (Isère)
Chasselay – miejscowość i gmina we Francji, w regionie Owernia-Rodan-Alpy, w departamencie Isère.
Według danych na rok 1990 gminę zamieszkiwały 304 osoby, a gęstość zaludnienia wynosiła 32 osób/km² (wśród 2880 gmin regionu Rodan-Alpy Chasselay plasuje się na 1325. miejscu pod względem liczby ludności, natomiast pod względem powierzchni na miejscu 1159.).